# Чишуй
Чишу́й (кит. упр. 赤水, пиньинь Chìshuǐ) — городской уезд городского округа Цзуньи провинции Гуйчжоу (КНР).

## История
Во времена империи Мин эти места входили в состав уезда Жэньхуай (仁怀县). Во времена империи Цин в 1908 году был создан Чишуйский комиссариат (赤水厅). После Синьхайской революции в Китае была проведена реформа структуры административного деления, в ходе которой комиссариаты были упразднены, и в 1913 году Чишуйский комиссариат был преобразован в уезд Чишуй.
После вхождения этих мест в состав КНР в конце 1949 года был создан Специальный район Цзуньи (遵义专区), и уезд вошёл в его состав. В 1970 году Специальный район Цзуньи был переименован в Округ Цзуньи (遵义地区).
30 сентября 1990 года уезд Чишуй был преобразован в городской уезд.
Постановлением Госсовета КНР от 10 июня 1997 года округ Цзуньи был преобразован в городской округ.

## Административное деление
Городской уезд делится на 3 уличных комитета, 9 посёлков и 5 волостей.

## Достопримечательности
- Живописный район Данься, известный своими скалами и водопадами[2].